# Võng sư viên
Võng Sư Viên, xây năm 1174 (đời Tống) tại Tô Châu, Trung Quốc, là công trình kiến trúc tiêu biểu cho thể loại nhà vườn (tức là nhà kết hợp hoa viên). Võng sư trong Hán ngữ là người chài lưới (ngư phủ). Tên hoa viên gợi nhớ nhân vật ngư phủ đã từng gặp gỡ thi nhân Khuất Nguyên (khoảng 340-278 TCN), nghĩa là chủ nhân có tâm sự ngao ngán tình đời, muốn tiêu dao, vui thú điền viên như một ngư phủ. Thế kỷ 18, Võng Sư Viên được trùng tu như là nơi hưu trí của một vị quan. Võng Sư Viên gồm ba khu vực: phía đông là nhà nghỉ ngơi, phía tây là vườn hoa nhỏ với thư phòng của chủ nhân, và phần chính yếu là vườn lớn với nhiều loại kỳ hoa dị thảo.